# Diáspora
Diáspora (del griego antiguo: διασπορά [diáspora] ‘dispersión’) implica la dispersión de grupos étnicos o religiosos que han abandonado su lugar de procedencia originaria y que se encuentran repartidos por el mundo. Si mayoritariamente el término ha sido empleado para referirse al exilio judío fuera de la Tierra de Israel y la posterior dispersión del pueblo judío por el mundo, se ha ampliado su significado para designar todo pueblo que se encuentre diseminado fuera de su país de origen.

## Diáspora judía

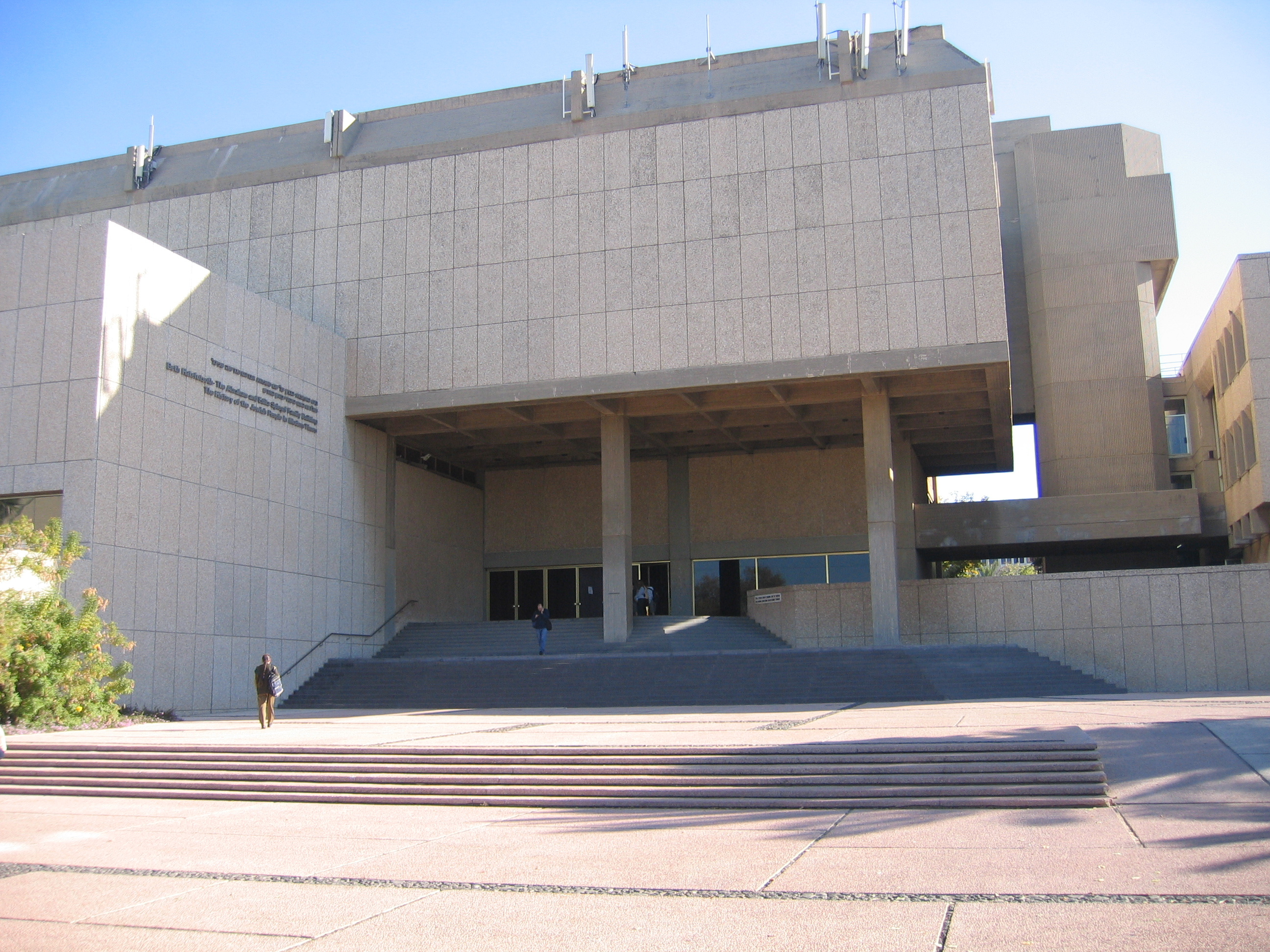
Beth Hatefutsoth, dedicada al estudio y documentación de las diásporas hebreas, Israel.

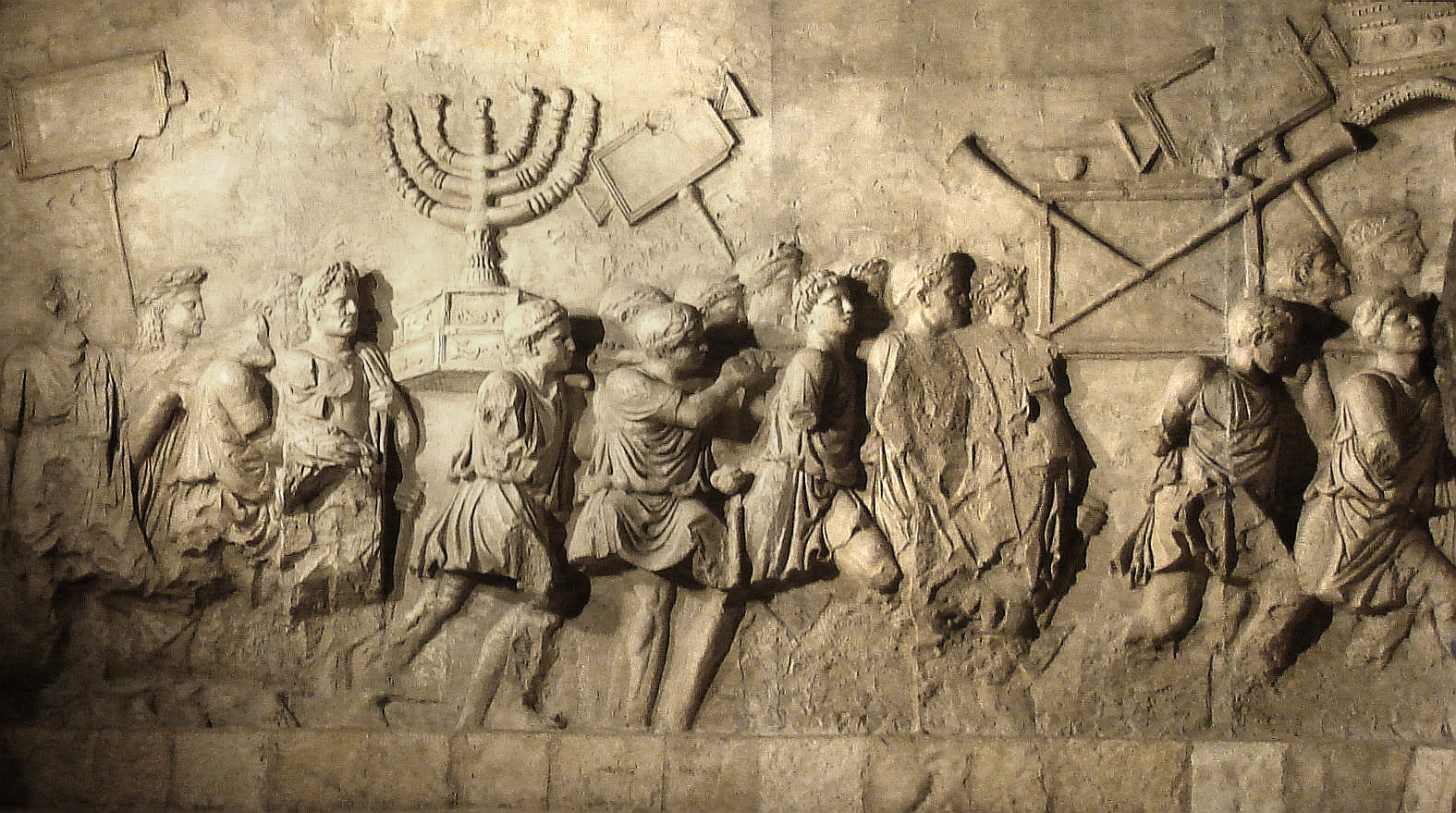
Relieve romano que muestra el saqueo de Jerusalén,

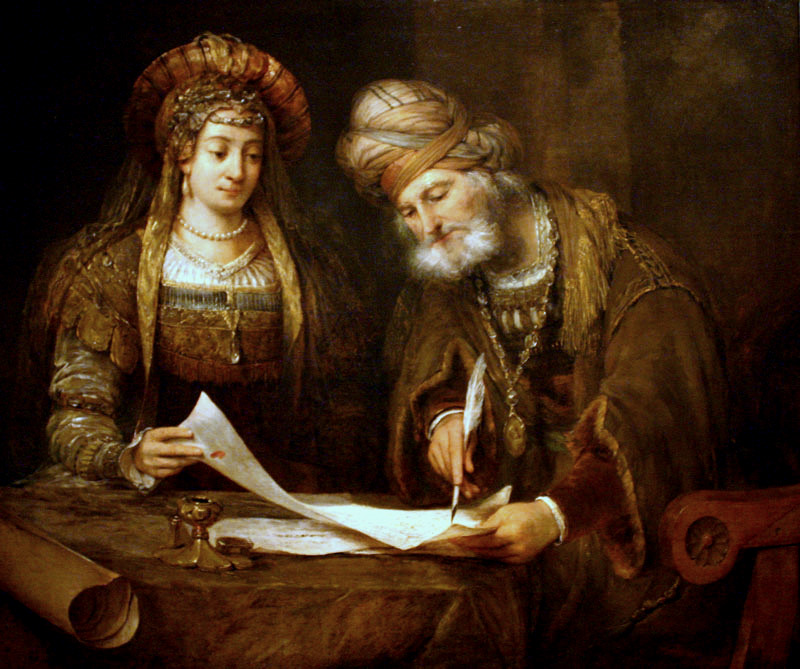
En Mesopotamia: Purim. Esther y Mordecai escriben las cartas a los judíos,. Óleo de Arent de Gelder (1675).

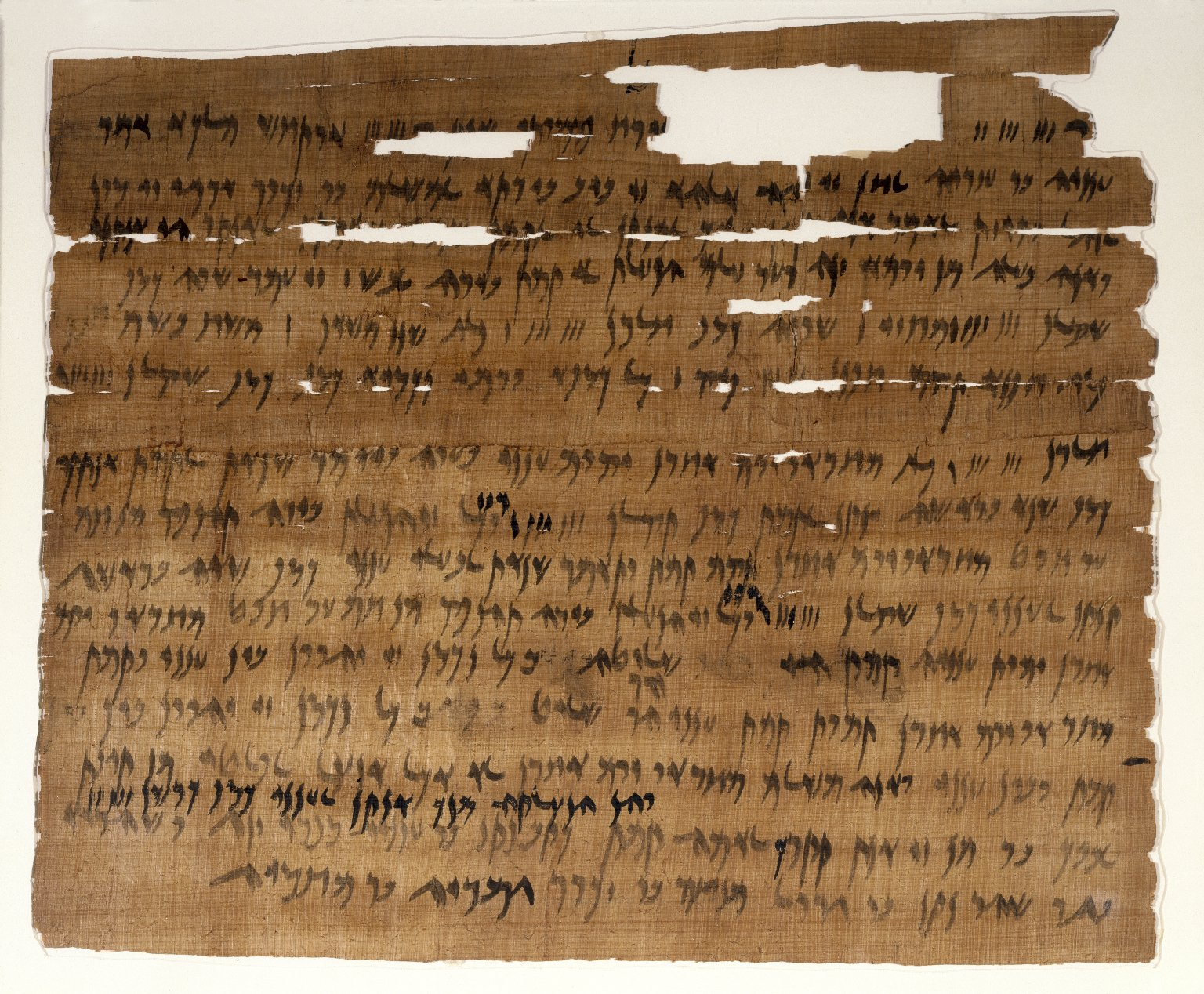
Documento redactado en Egipto. Ketubá (contrato matrimonial judío) de Anania y Tamut (en arameo escrito con caracteres hebreos), 3 de julio de 449 a. C.

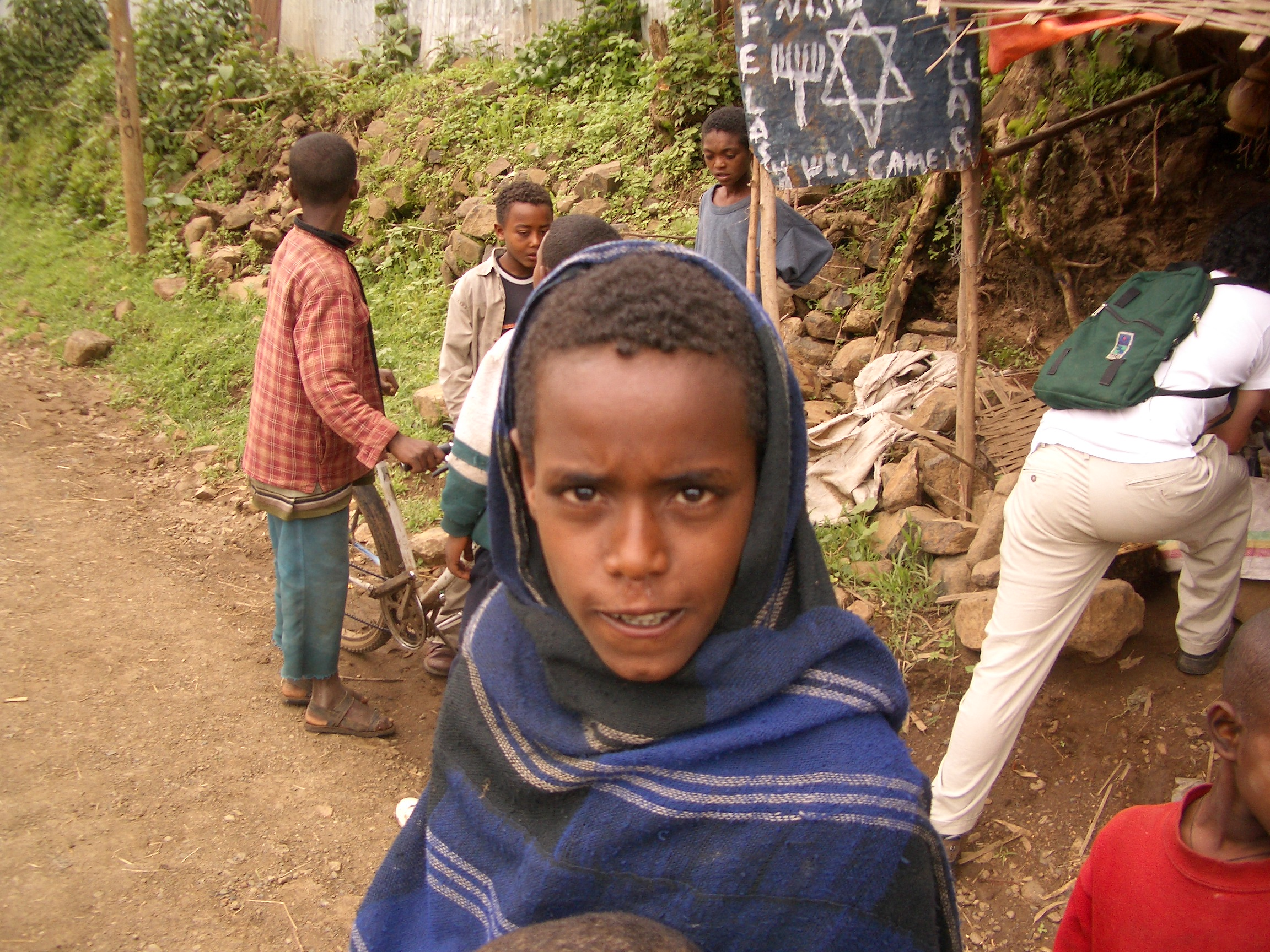
Chico etíope judío.

La diáspora del pueblo de Israel es conocida en hebreo como galut (גלות—'exilio') o tefutsot  (תפוצות—'diásporas'). El Museo Nahum Goldmann de la Diáspora Judía se denomina también Beth Hatefutsoth (בית התפוצות), expresión que significa "Casa de las Diásporas".
En la historia del pueblo de Israel, después de la división del reino de Salomón, las doce tribus formaron dos reinos hebreos: Judá e Israel. La casa de Judá, incorporó a la tribu de Benjamín, y ambas formaron la Casa de Judá. A ella en la actualidad, se la conoce como pueblo judío, y se localiza tanto en Israel como en otros 80 países del mundo. Las diez tribus restantes están todas aún dispersas, y sin haber logrado conservar sus raíces hebreas.
El primer exilio, que supuso cierta diáspora judía, se produjo a causa de las sucesivas conquistas que experimentó la nación hebrea. Primero fueron desterrados por los asirios en el 722 antes de Cristo, más tarde, por los babilonios en el año 607 a. C., cuando el rey de los babilonios, Nabucodonosor II, conquistó el Reino de Judá, destruyendo el Primer Templo de Jerusalén y trasladando a los líderes judíos a Babilonia, en aquello que se conoce como el Cautiverio en Babilonia. En 537 a. C., casi cincuenta años más tarde y tras haber conquistado Babilonia, el rey persa Ciro II el Grande permitió a los judíos retornar a Israel. Sin embargo, algunos judíos permanecieron en Mesopotamia, dando origen con el tiempo a una importante comunidad judía en Bagdad.
Solo un pequeño grupo de exiliados regresó a Israel (Isaías 10:21, 22). Los demás se quedaron en colonias diseminadas por diversas regiones como en la zona de Mesopotamia, Siria y Egipto
Como resultado, en el siglo V antes de nuestra era había judíos en los 127 distritos jurisdiccionales del Imperio persa (Ester 1:1; 3:8). 
El segundo exilio se produjo en el año 70 d. C. cuando el general romano Tito (futuro emperador) derrotó a los judíos en la primera guerra judeo-romana y destruyó el Segundo Templo de Jerusalén.
Un número aún mayor de judíos fue expulsado de Judea después de haber sido aplastada la rebelión de Bar Kojba en el año 135 d. C. Desde entonces los judíos se dispersaron por todo el Imperio romano y, posteriormente por el mundo, encontrándose en casi todos los países. Sin embargo, siempre hubo judíos que nunca salieron de la región del Levante Mediterráneo.
La dispersión de judíos por el mundo los convirtió en una minoría religiosa y cultural en numerosos países, lo cual dio lugar a siglos de convivencia pacífica y desarrollo, pero también provocó choques que dieron lugar a persecuciones, matanzas y expulsiones colectivas.
Durante la segunda mitad del siglo XIX, pensadores tales como Theodor Herzl y León Pinsker propusieron remediar esta situación mediante el restablecimiento de un Estado Nacional para el pueblo judío. Esto condujo a la formulación del movimiento sionista y la Declaración Balfour de 1917. La Shoah fue un factor decisivo para la ulterior creación del Estado de Israel en 1948.
Con la proclamación del Estado de Israel se dieron por finalizados los casi 2000 años de Galut (Exilio de la Tierra Prometida). En Israel, ya no se habla de galut (exilio) sino tefutsoth (diásporas), lo que en dicho contexto equivale a decir comunidades diaspóricas.
- Anexo:Distribución de la población judía en el mundo

### Diáspora sefardí
Se conoce con el nombre de diáspora sefardí a la diáspora de los judíos que fueron  expulsados de España en 1492 por orden de los Reyes Católicos.

### Distribución de la población judía en el mundo
| Personas que se identifican como parte del pueblo judío                                                                                 | Personas que se identifican como parte del pueblo judío | Personas que se identifican como parte del pueblo judío | Personas que se identifican como parte del pueblo judío | Personas que se identifican como parte del pueblo judío | Personas que se identifican como parte del pueblo judío | Personas que se identifican como parte del pueblo judío | Personas que se identifican como parte del pueblo judío | Personas que se identifican como parte del pueblo judío | Personas que se identifican como parte del pueblo judío | Personas que se identifican como parte del pueblo judío |
| País | Cantidad de personas.                                   |                                                         |                                                         |                                                         |                                                         |                                                         |                                                         |                                                         |                                                         |                                                         |
| --- | ------------------------------------------------------- | ------------------------------------------------------- | ------------------------------------------------------- | ------------------------------------------------------- | ------------------------------------------------------- | ------------------------------------------------------- | ------------------------------------------------------- | ------------------------------------------------------- | ------------------------------------------------------- | ------------------------------------------------------- |
| Israel | 6 342 000                                               |                                                         |                                                         |                                                         |                                                         |                                                         |                                                         |                                                         |                                                         |                                                         |
| Estados Unidos | 5 700 000                                               |                                                         |                                                         |                                                         |                                                         |                                                         |                                                         |                                                         |                                                         |                                                         |
| Francia | 475 000                                                 |                                                         |                                                         |                                                         |                                                         |                                                         |                                                         |                                                         |                                                         |                                                         |
| Canadá | 385 000                                                 |                                                         |                                                         |                                                         |                                                         |                                                         |                                                         |                                                         |                                                         |                                                         |
| Reino Unido | 290 000                                                 |                                                         |                                                         |                                                         |                                                         |                                                         |                                                         |                                                         |                                                         |                                                         |
| Argentina | 230 000                                                 |                                                         |                                                         |                                                         |                                                         |                                                         |                                                         |                                                         |                                                         |                                                         |
| Rusia | 186 000                                                 |                                                         |                                                         |                                                         |                                                         |                                                         |                                                         |                                                         |                                                         |                                                         |
| Alemania | 119 000                                                 |                                                         |                                                         |                                                         |                                                         |                                                         |                                                         |                                                         |                                                         |                                                         |
| Australia | 112 000                                                 |                                                         |                                                         |                                                         |                                                         |                                                         |                                                         |                                                         |                                                         |                                                         |
| Brasil | 93 300                                                  |                                                         |                                                         |                                                         |                                                         |                                                         |                                                         |                                                         |                                                         |                                                         |
| Sudáfrica | 70 200                                                  |                                                         |                                                         |                                                         |                                                         |                                                         |                                                         |                                                         |                                                         |                                                         |
| México | 67 476                                                  |                                                         |                                                         |                                                         |                                                         |                                                         |                                                         |                                                         |                                                         |                                                         |
| Ucrania | 67 000                                                  |                                                         |                                                         |                                                         |                                                         |                                                         |                                                         |                                                         |                                                         |                                                         |
| Chile | 50 000                                                  |                                                         |                                                         |                                                         |                                                         |                                                         |                                                         |                                                         |                                                         |                                                         |
| Hungría | 48 200                                                  |                                                         |                                                         |                                                         |                                                         |                                                         |                                                         |                                                         |                                                         |                                                         |
| España | 40 000                                                  |                                                         |                                                         |                                                         |                                                         |                                                         |                                                         |                                                         |                                                         |                                                         |
| Bélgica | 30 000                                                  |                                                         |                                                         |                                                         |                                                         |                                                         |                                                         |                                                         |                                                         |                                                         |
| Países Bajos | 29 200                                                  |                                                         |                                                         |                                                         |                                                         |                                                         |                                                         |                                                         |                                                         |                                                         |
| Italia | 28 200                                                  |                                                         |                                                         |                                                         |                                                         |                                                         |                                                         |                                                         |                                                         |                                                         |
| Suiza | 17 500                                                  |                                                         |                                                         |                                                         |                                                         |                                                         |                                                         |                                                         |                                                         |                                                         |
| Turquía | 17 400                                                  |                                                         |                                                         |                                                         |                                                         |                                                         |                                                         |                                                         |                                                         |                                                         |
| Uruguay | 17 200                                                  |                                                         |                                                         |                                                         |                                                         |                                                         |                                                         |                                                         |                                                         |                                                         |
| Suecia | 15 000                                                  |                                                         |                                                         |                                                         |                                                         |                                                         |                                                         |                                                         |                                                         |                                                         |
| Bielorrusia | 12 000                                                  |                                                         |                                                         |                                                         |                                                         |                                                         |                                                         |                                                         |                                                         |                                                         |
| Irán | 10 200                                                  |                                                         |                                                         |                                                         |                                                         |                                                         |                                                         |                                                         |                                                         |                                                         |
| Panamá | 20 000                                                  |                                                         |                                                         |                                                         |                                                         |                                                         |                                                         |                                                         |                                                         |                                                         |
| Rumania | 9500                                                    |                                                         |                                                         |                                                         |                                                         |                                                         |                                                         |                                                         |                                                         |                                                         |
| Venezuela | 9500                                                    |                                                         |                                                         |                                                         |                                                         |                                                         |                                                         |                                                         |                                                         |                                                         |
| Azerbaiyán | 8800                                                    |                                                         |                                                         |                                                         |                                                         |                                                         |                                                         |                                                         |                                                         |                                                         |
| Nueva Zelanda | 7500                                                    |                                                         |                                                         |                                                         |                                                         |                                                         |                                                         |                                                         |                                                         |                                                         |
| Dinamarca | 6400                                                    |                                                         |                                                         |                                                         |                                                         |                                                         |                                                         |                                                         |                                                         |                                                         |
| Letonia | 6200                                                    |                                                         |                                                         |                                                         |                                                         |                                                         |                                                         |                                                         |                                                         |                                                         |
| India | 5000                                                    |                                                         |                                                         |                                                         |                                                         |                                                         |                                                         |                                                         |                                                         |                                                         |
| Grecia | 4500                                                    |                                                         |                                                         |                                                         |                                                         |                                                         |                                                         |                                                         |                                                         |                                                         |
| Uzbekistán | 4200                                                    |                                                         |                                                         |                                                         |                                                         |                                                         |                                                         |                                                         |                                                         |                                                         |
| Moldavia | 3900                                                    |                                                         |                                                         |                                                         |                                                         |                                                         |                                                         |                                                         |                                                         |                                                         |
| República Checa | 3900                                                    |                                                         |                                                         |                                                         |                                                         |                                                         |                                                         |                                                         |                                                         |                                                         |
| Kazajistán | 3300                                                    |                                                         |                                                         |                                                         |                                                         |                                                         |                                                         |                                                         |                                                         |                                                         |
| Lituania | 3200                                                    |                                                         |                                                         |                                                         |                                                         |                                                         |                                                         |                                                         |                                                         |                                                         |
| Polonia | 3200                                                    |                                                         |                                                         |                                                         |                                                         |                                                         |                                                         |                                                         |                                                         |                                                         |
| Georgia | 3000                                                    |                                                         |                                                         |                                                         |                                                         |                                                         |                                                         |                                                         |                                                         |                                                         |
| Eslovaquia | 2600                                                    |                                                         |                                                         |                                                         |                                                         |                                                         |                                                         |                                                         |                                                         |                                                         |
| Colombia | 2500                                                    |                                                         |                                                         |                                                         |                                                         |                                                         |                                                         |                                                         |                                                         |                                                         |
| Costa Rica | 2500                                                    |                                                         |                                                         |                                                         |                                                         |                                                         |                                                         |                                                         |                                                         |                                                         |
| China | 2500                                                    |                                                         |                                                         |                                                         |                                                         |                                                         |                                                         |                                                         |                                                         |                                                         |
| Marruecos | 2500                                                    |                                                         |                                                         |                                                         |                                                         |                                                         |                                                         |                                                         |                                                         |                                                         |
| Bulgaria | 2000                                                    |                                                         |                                                         |                                                         |                                                         |                                                         |                                                         |                                                         |                                                         |                                                         |
| Perú | 1900                                                    |                                                         |                                                         |                                                         |                                                         |                                                         |                                                         |                                                         |                                                         |                                                         |
| Croacia | 1700                                                    |                                                         |                                                         |                                                         |                                                         |                                                         |                                                         |                                                         |                                                         |                                                         |
| Puerto Rico | 1500                                                    |                                                         |                                                         |                                                         |                                                         |                                                         |                                                         |                                                         |                                                         |                                                         |
| Serbia | 1400                                                    |                                                         |                                                         |                                                         |                                                         |                                                         |                                                         |                                                         |                                                         |                                                         |
| Finlandia | 1300                                                    |                                                         |                                                         |                                                         |                                                         |                                                         |                                                         |                                                         |                                                         |                                                         |
| Irlanda | 1200                                                    |                                                         |                                                         |                                                         |                                                         |                                                         |                                                         |                                                         |                                                         |                                                         |
| Japón | 1000                                                    |                                                         |                                                         |                                                         |                                                         |                                                         |                                                         |                                                         |                                                         |                                                         |
| Guatemala | 900                                                     |                                                         |                                                         |                                                         |                                                         |                                                         |                                                         |                                                         |                                                         |                                                         |
| Paraguay | 900                                                     |                                                         |                                                         |                                                         |                                                         |                                                         |                                                         |                                                         |                                                         |                                                         |
| Túnez | 900                                                     |                                                         |                                                         |                                                         |                                                         |                                                         |                                                         |                                                         |                                                         |                                                         |
| Ecuador | 290                                                     |                                                         |                                                         |                                                         |                                                         |                                                         |                                                         |                                                         |                                                         |                                                         |
| Bolivia | 100                                                     |                                                         |                                                         |                                                         |                                                         |                                                         |                                                         |                                                         |                                                         |                                                         |
| Cuba | 500                                                     |                                                         |                                                         |                                                         |                                                         |                                                         |                                                         |                                                         |                                                         |                                                         |
| Islas Vírgenes de los Estados Unidos | 500                                                     |                                                         |                                                         |                                                         |                                                         |                                                         |                                                         |                                                         |                                                         |                                                         |
| Kirguistán | 500                                                     |                                                         |                                                         |                                                         |                                                         |                                                         |                                                         |                                                         |                                                         |                                                         |
| Kenia | 400                                                     |                                                         |                                                         |                                                         |                                                         |                                                         |                                                         |                                                         |                                                         |                                                         |
| Zimbabue | 400                                                     |                                                         |                                                         |                                                         |                                                         |                                                         |                                                         |                                                         |                                                         |                                                         |
| Bahamas | 300                                                     |                                                         |                                                         |                                                         |                                                         |                                                         |                                                         |                                                         |                                                         |                                                         |
| Singapur | 300                                                     |                                                         |                                                         |                                                         |                                                         |                                                         |                                                         |                                                         |                                                         |                                                         |
| Antillas Neerlandesas | 200                                                     |                                                         |                                                         |                                                         |                                                         |                                                         |                                                         |                                                         |                                                         |                                                         |
| Corea del Sur | 200                                                     |                                                         |                                                         |                                                         |                                                         |                                                         |                                                         |                                                         |                                                         |                                                         |
| Jamaica | 200                                                     |                                                         |                                                         |                                                         |                                                         |                                                         |                                                         |                                                         |                                                         |                                                         |
| Surinam | 200                                                     |                                                         |                                                         |                                                         |                                                         |                                                         |                                                         |                                                         |                                                         |                                                         |
| Turkmenistán | 200                                                     |                                                         |                                                         |                                                         |                                                         |                                                         |                                                         |                                                         |                                                         |                                                         |
| Yemen | 200                                                     |                                                         |                                                         |                                                         |                                                         |                                                         |                                                         |                                                         |                                                         |                                                         |
| Honduras | 200                                                     |                                                         |                                                         |                                                         |                                                         |                                                         |                                                         |                                                         |                                                         |                                                         |
| Egipto | 100                                                     |                                                         |                                                         |                                                         |                                                         |                                                         |                                                         |                                                         |                                                         |                                                         |
| El Salvador | 100                                                     |                                                         |                                                         |                                                         |                                                         |                                                         |                                                         |                                                         |                                                         |                                                         |
| Etiopía | 100                                                     |                                                         |                                                         |                                                         |                                                         |                                                         |                                                         |                                                         |                                                         |                                                         |
| Filipinas | 100                                                     |                                                         |                                                         |                                                         |                                                         |                                                         |                                                         |                                                         |                                                         |                                                         |
| Namibia | 100                                                     |                                                         |                                                         |                                                         |                                                         |                                                         |                                                         |                                                         |                                                         |                                                         |
| Nigeria | 100                                                     |                                                         |                                                         |                                                         |                                                         |                                                         |                                                         |                                                         |                                                         |                                                         |
| República del Congo | 100                                                     |                                                         |                                                         |                                                         |                                                         |                                                         |                                                         |                                                         |                                                         |                                                         |
| República Dominicana | 100                                                     |                                                         |                                                         |                                                         |                                                         |                                                         |                                                         |                                                         |                                                         |                                                         |
| Siria | 100                                                     |                                                         |                                                         |                                                         |                                                         |                                                         |                                                         |                                                         |                                                         |                                                         |
| Taiwán | 100                                                     |                                                         |                                                         |                                                         |                                                         |                                                         |                                                         |                                                         |                                                         |                                                         |
| Tailandia | 100                                                     |                                                         |                                                         |                                                         |                                                         |                                                         |                                                         |                                                         |                                                         |                                                         |
| ? Cantidad en los países restantes | 900                                                     |                                                         |                                                         |                                                         |                                                         |                                                         |                                                         |                                                         |                                                         |                                                         |
| Esta lista incorpora exclusivamente países con más de 100 habitantes que han declarado ser judíos o se perciben a sí mismos como tales. |                                                         |                                                         |                                                         |                                                         |                                                         |                                                         |                                                         |                                                         |                                                         |                                                         |

## Diáspora palestina
La diáspora palestina es la designación que se usa para describir a los palestinos que viven fuera de la Palestina histórica como consecuencia de diversos episodios de desplazamientos o expulsiones como la Nakba de 1948 y la Naksa de 1967. Se calcula que en la guerra árabe-israelí de 1948 tuvieron que huir al menos 750.000 palestinos y se despoblaron unos 500 pueblos. El éxodo de 1967, que tuvo lugar durante y después de la guerra de los Seis Días, tuvo como resultado entre 280.000 y 325.000 refugiados palestinos, de los que 145.000 ya eran refugiados de la guerra de 1948.
En la guerra de 1948, Siria, Líbano, Egipto, Iraq y Transjordania, junto a guerrillas árabes locales atacan al Estado de Israel, declarado independiente días previos, siguiendo el plan de partición del Mandato Británico de Palestina aprobado por las Naciones Unidas en 1947. El plan de partición, la resolución 181 dividía el territorio del Mandato Británico de Palestina en un estado judío y uno árabe. Como consecuencia de esta guerra, los límites indicados en el plan de partición original nunca fueron implementados y parte de la población árabe palestina fue desplazada por las fuerzas israelíes. Se refugiaron en la Franja de Gaza, anexada a Egipto, en Cisjordania, anexada a Jordania, así como en Líbano, Jordania y Siria, donde la Agencia de Naciones Unidas para los Refugiados de Palestina en Oriente Próximo, la UNRWA, creó campamentos de refugiados para acogerlos.

## Diáspora africana
La diáspora africana fue el éxodo de personas africanas y de sus descendientes hacia diferentes lugares del mundo, al principio hacia Oriente Próximo, posteriormente Europa y desde entonces, mayormente, hacia América. A través de la historia global, ha habido cientos de movimientos migratorios que crearon y continúan creando poblaciónes diasporicas. Muchas diásporas han sido traumaticas, como es el caso de la diáspora africana en las Américas.

## Diáspora armenia
La diáspora armenia es un término utilizado para describir las comunidades que han fundado los armenios que viven fuera de Armenia y Alto Karabaj.

## Diáspora española

### Diáspora canaria
La diáspora canaria tuvo lugar principalmente durante el siglo XX debido a la alta tasa de emigración hacia antiguas colonias españolas en Sudamérica y Cuba.[cita requerida] Existen incluso congregaciones de canarios o descendientes de personas nacidas en las Islas Canarias en varios países latinoamericanos como Venezuela que es considerada coloquialmente como la Octava Isla del archipiélago canario.

### Diáspora gallega
Se conoce como diáspora gallega al proceso de emigración masiva que se produjo en Galicia durante las 3 últimas décadas del siglo XIX hasta bien pasada la mitad del siglo XX. 
En sus orígenes obedeció a razones económicas, principalmente la pobreza como consecuencia de la falta de trabajo, a la que se le sumaron razones políticas y sociales durante el siglo XX, fundamentalmente la represión franquista, que en Galicia comenzó en julio de 1936, al poco de estallar la Guerra Civil.
Revistas como Céltiga (dirigida por Eduardo Blanco Amor, entre otros autores gallegos) o Galicia se editaban en la emigración gallega, en Argentina y Cuba respectivamente, siendo una forma de mantener la cultura gallega durante el período de diáspora en el extranjero.
Hubo grupos de gallegos que se dedicaron a mantener su cultura de forma práctica, creando clubes sociales que servían para que los inmigrados pudiesen hablar su idioma, mantener unidas sus familias, aconsejarse sobre cómo y dónde encontrar empleo, etc. Por ejemplo, la Hermandad Gallega de Venezuela ha tenido, desde su fundación, servicios médico y odontológico para los socios y sus descendientes, además de una escuela propia en la que se imparten clases de cultura gallega. Estos servicios están activos aún el día de hoy.

### Diáspora vasca
Se conoce como diáspora vasca a la dispersión de los vascos que, por uno u otro motivo, dejaron su tierra para emigrar a otros lugares. Un hecho relevante de esta diáspora fue el terrorismo de ETA que, entre los años 1976 y 2000, sobre todo, obligó aproximadamente al 9% de la población vasca a huir de su territorio. Actualmente[cita requerida]Muchos de ellos sienten un apego especial a su tierra y a la comunidad a la que pertenecen, manteniendo vínculos con la región de origen y definiéndose como vascos.

## Diáspora china
Diáspora china se refiere a personas que habiendo nacido en la República de China o la República Popular China o siendo descendientes de estos, viven fuera de esos países.

## Diáspora cubana
Se denomina así a la migración de ciudadanos cubanos que de distintas formas han emigrado de Cuba después del Triunfo de la Revolución liderada por Fidel Castro, el 1 de enero de 1959. Conforme a las leyes migratorias cubanas, por lo general quien decide residir permanentemente en el extranjero, se considera que ha abandonado definitivamente el territorio nacional. A no ser que entre al territorio nacional al menos en dos años como máximo. También actualmente se dan facilidades para la repatriación.

## Diáspora griega
La diáspora griega es el término usado para designar a los griegos, o las personas de origen griego, que viven fuera de Grecia o Chipre.

## Diáspora morisca
La diáspora morisca tuvo lugar como consecuencia de la expulsión de los moriscos de la Monarquía Hispánica ordenada por Felipe III de España en 1609. La inmensa mayoría de ellos se establecieron en los territorios musulmanes del norte de África.

## Diáspora turca
El término diáspora turca (en turco: Türk diyasporası) se refiere a la población turca que se estima que existe fuera de Turquía como consecuencia de la emigración.

## Diáspora venezolana
Se denomina así a la migración de ciudadanos venezolanos que de distintas formas han emigrado de Venezuela a partir del año 2000 y especialmente a partir de 2011.
Los venezolanos han emigrado principalmente a la vecina Colombia, también a países como Perú, Chile, Ecuador, Panamá, Costa Rica, Brasil, México, Argentina, Uruguay, Bolivia, República Dominicana, Canadá y Estados Unidos, y en Europa, a Portugal, España e Italia, entre otros. 
Se trata de una de las diásporas sudamericanas más notorias del naciente siglo XXI, basada en la crisis que atraviesa el país[cita requerida].